# Pont de Chartreuse
Le pont de Chartreuse est un pont mixte multipoutres à trois travées situé dans la ville de Grenoble, en Isère. Son nom provient du massif de la Chartreuse qui lui fait face. Il relie les départementales RD 15 (quai Jongking et place Émé-de-Marcieu) en rive gauche, et RD 512 (quai Xavier-Jouvin) en rive droite de l'Isère.
Les intervenants dans cette opération de construction sont :
- maître d'ouvrage : Conseil général de l'Isère
- architecte : groupement OSC / RITZ Architecte
- travaux : groupe Bouygues TPRF/Tournaud
- conception : bureau d'études Omnis Structures Conseils.

## Description de l'ouvrage
Le pont de Chartreuse mis en service le 24 janvier 2011, remplace un pont provisoire construit en 2004 au début des travaux de la ligne C du tramway de Grenoble et démonté en octobre 2009 qui a permis le franchissement de l'Isère à plus de 10 000 véhicules par jour.

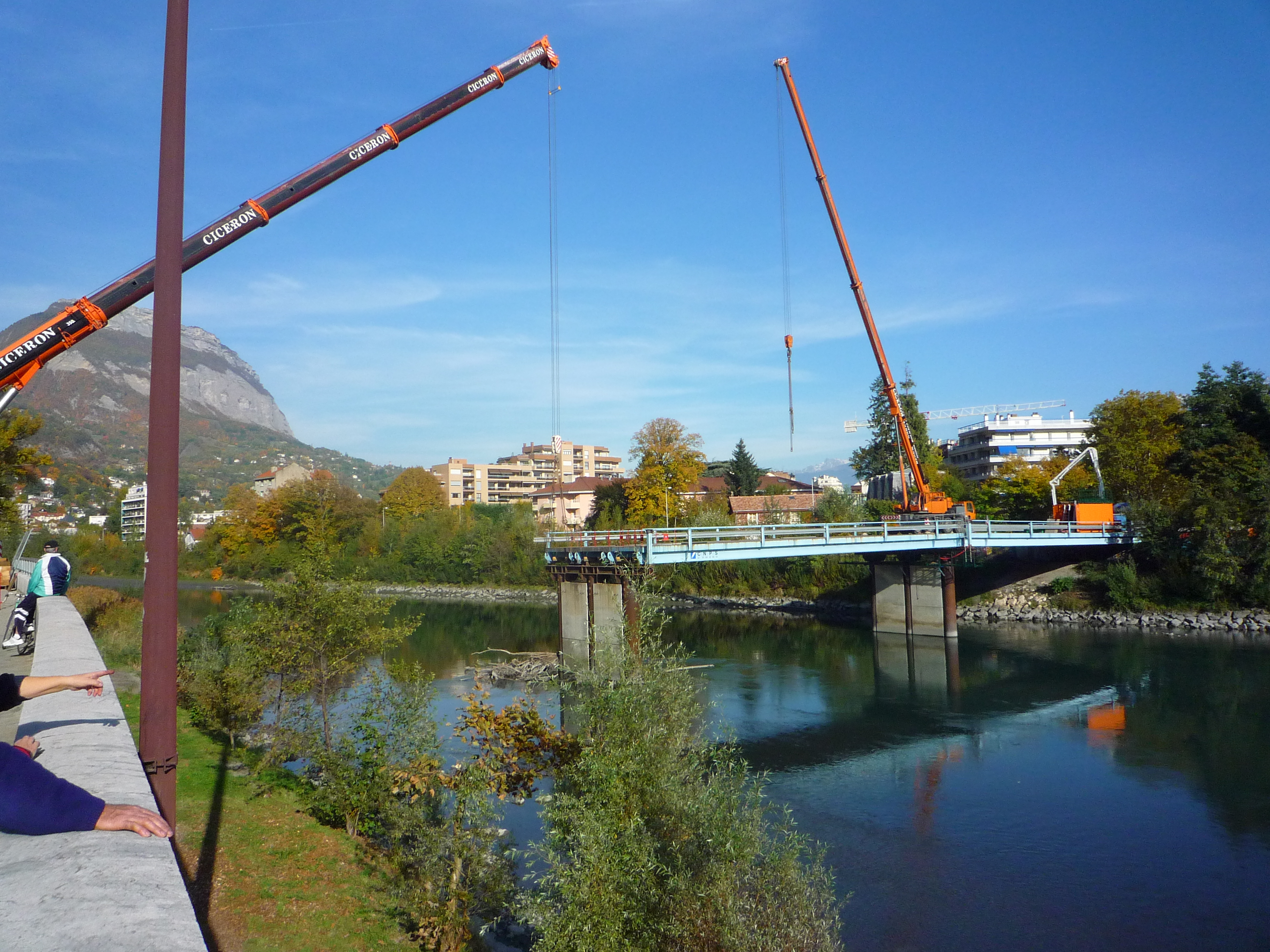
Démolition du pont provisoire en 2009

Les travaux de construction de ce nouveau pont ont duré 13 mois dont 4 mois en rivière. L'ouvrage donne une possibilité supplémentaire de franchissement de l'Isère. 
Il s'agit d'un pont mixte multipoutres à trois travées dont deux piles sont réalisées dans l'Isère. Sa longueur totale est de 92,95 m pour une largeur totale de 17 m et une hauteur de pile de 9 mètres. Il est composé d'une chaussée de 6 m (2 fois 3 m), de trottoirs (2 fois 3,50 m) et de deux bandes cyclables (2 fois 1,50 m). La priorité est donc donnée à la circulation des piétons et des cyclistes.

## Fondations

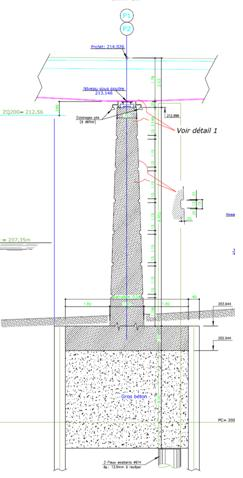
Pile sur fondation

Les contraintes de site ne permettaient pas de réaliser le pont à un autre endroit (matériaux de type limons sableux, argile et grave sableuse). L'ouvrage définitif est donc réalisé au droit de l'ouvrage provisoire. 
Contrairement aux fondations du pont provisoire qui étaient constituées de pieux métalliques (fondations profondes), les piles du pont de Chartreuse sont fondées sur des semelles reposant sur un massif en gros béton de 4 m d'épaisseur (fondations superficielles).
Pour réaliser cela, un batardeau en palplanche, destiné à la retenue provisoire de l'eau est nécessaire. Les différentes étapes de construction de ces fondations sont les suivantes :
- Démontage du pont provisoire.
- Réalisation des batardeaux (palplanches métalliques de 17 m de long implantés dans le lit de l'Isère, à 13 mètres de profondeur).
- Nettoyage des parois du batardeau par une équipe de plongeurs pour la mise en place du béton.
- Terrassement.
- Mise en œuvre du béton immergé dans l'eau par pompage.
- Pompage de l'eau et mise en place d'un drainage sur le périmètre des fondations.
- Construction des semelles au sec qui serviront de fondations pour les piles.
- Démontage des batardeaux (découpage).

Les fondations en gros béton font 14 m de long, 5 m de large pour 4 mètres d'épaisseur ; la semelle possède les mêmes dimensions mais une épaisseur de 1 mètre seulement. 
D’une manière générale, tous les travaux de terrassement et de bétonnage du gros béton ou « bouchon » sont réalisés sous l’eau. Tous les travaux de béton armé sont réalisés à sec.

## Appuis: piles et culées

### Piles
Les deux piles de l'ouvrage sont identiques. Il s'agit de massif en béton brut avec, sur le pourtour, des rainures horizontales régulièrement espacées. Elles reposent sur les semelles d'1 mètre d'épaisseur. Leurs dimensions ont été calculées par un bureau d'études pour qu'elles puissent reprendre les charges transmises par le poids du tablier, la circulation des véhicules, les charges climatiques comme le vent, ou l'effet de la température, les séismes...
Les piles en rivière ont une épaisseur de 1,40 mètre à la base pour 0,80 mètre en tête dans le sens longitudinal du pont et une largeur de 13,52 mètres à la base pour 12,37 mètres en tête dans le sens transversale du pont. 
Ces dernières sont réalisées en béton armé : la cage d'armature est assemblée à l'extérieur, mise en place sur la semelle, un coffrage est réalisé puis le béton arrivé par camion est coulé par pompage.

### Culées
La culée de la rive gauche est constituée d'un chevêtre en béton armé fondé sur micro-pieux (pieux de petite section dont la capacité portante est faible à moyenne). On a conservé pour cette culée les chevêtre et micro-pieux du pont provisoire, et réalisé des micro-pieux supplémentaires.
La culée de la rive droite, quant à elle, est entièrement reconstruite car elle était sous-dimensionnée. Seuls les micro-pieux sont conservés et d'autres viennent les compléter.
Chaque culée possède un mur garde grève. Cette sorte de mur surmontant la culée d'un pont a pour but de soutenir les terres au bout du tablier.

### Appareils d'appuis

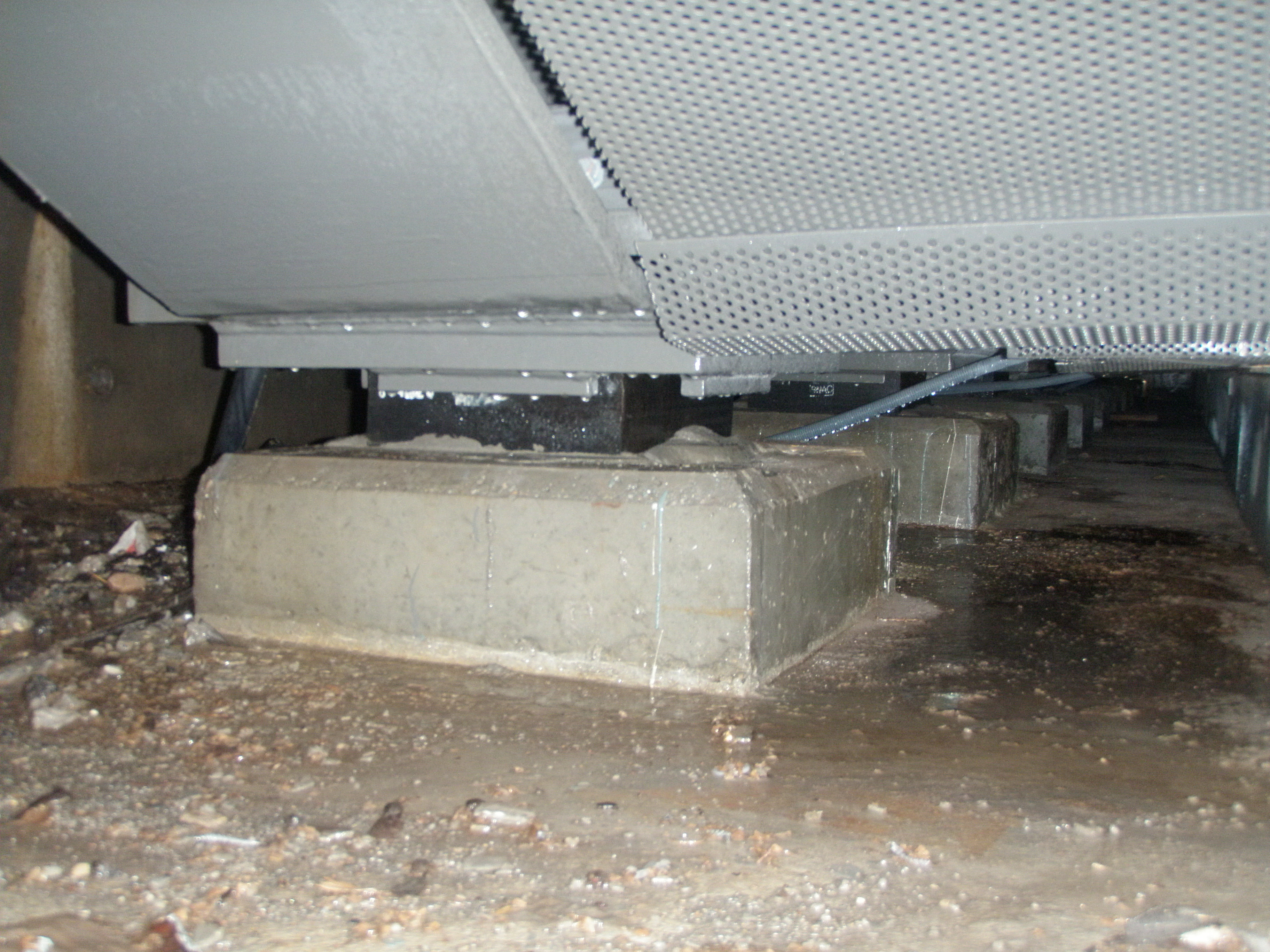
Appui néoprène

Pour permettre le mouvement et la déformation du tablier, engendrés par le passage des véhicules et des piétons et les différences de température, celui-ci est posé sur des appareils d'appui. Pour garantir les mouvements de translation et/ou rotation sur les piles, le tablier repose sur des éléments en néoprène (caoutchouc synthétique). Le néoprène est ici fretté par des plaques métalliques noyées dans le néoprène.
Les appareils d'appui doivent être remplacés périodiquement et cette opération est délicate car elle nécessite le soulèvement du pont sur quelques centimètres à l'aide de vérins.

## Tablier

### Constitution du tablier
Le pont est un pont mixte acier-béton. Le tablier est composé d’une charpente métallique constituée de 10 poutres (forme en I, acier de nuance S355) de hauteur variable (de 0,58 m à 1,33 m sur pile), d’entraxe 1,15 mètre. Les poutres sont apparentes et entretoisées tous les 3 mètres. La classe d’environnement des parties métalliques de l’ouvrage est de classe C4 (corrosivité élevée). La protection anticorrosion de la charpente métallique est obtenue par un complexe de peinture appliqué en 3 couches. La dalle, en béton armé d’une épaisseur de 20 cm, s’appuie sur la structure métallique et lui est liaisonnée par des connecteurs.
Le tablier est recouvert d’une étanchéité et d'un revêtement de chaussée de 8 cm d’épaisseur. Les trottoirs sont soutenus par des consoles métalliques transversales espacées de 3 mètres et recouvertes d'une dalle en béton armé et d’un platelage bois.

### Connecteurs
Les connecteurs assurent une liaison mécanique entre la structure métallique et la dalle en béton, capable de résister au cisaillement horizontal. Ainsi, les efforts dans la partie inférieure tendue sont repris par la structure métallique qui résiste bien à la traction, tandis que les efforts dans la partie supérieure comprimée sont repris par le béton qui a l'avantage de bien résister à la compression. Cependant, pour assurer la liaison entre les deux matériaux, il faut une « forêt » de connecteurs.

### Joints de dilatation

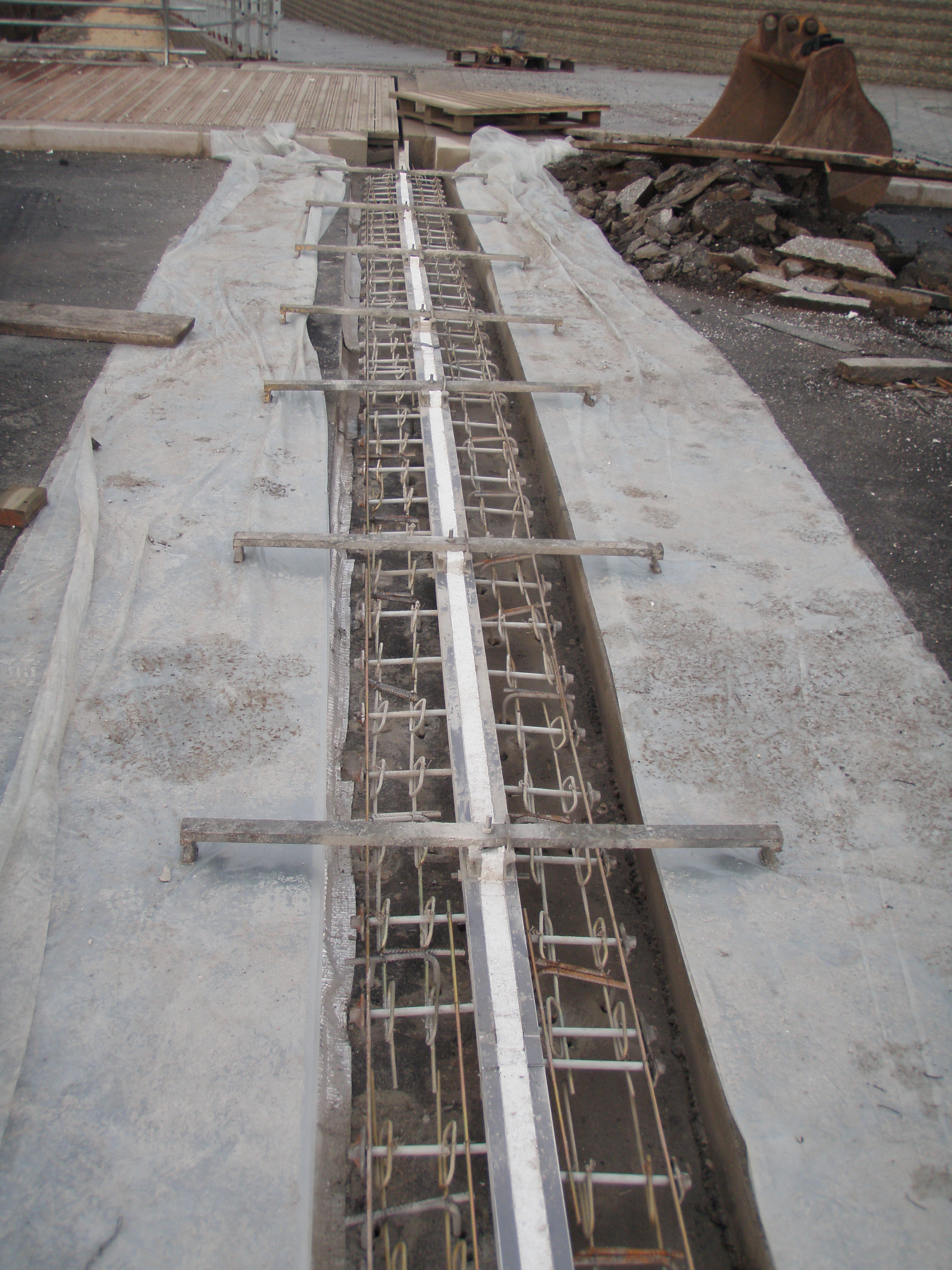
Joint de dilatation en travaux

Les joints de dilatation ont pour but d’absorber les mouvements dus à la circulation ou aux variations de températures sans provoquer trop de contraintes. Sur le pont de Chartreuse, ils sont de type « joints à hiatus ».

### Étanchéité
Le béton n’étant pas imperméable, il est nécessaire de le protéger pour éviter la corrosion des aciers internes du pont qui perdraient de la section et gonfleraient sous l'effet de la rouille. La perte de section utile des aciers et les fissures qui apparaîtraient pourraient amener à rupture. Il est aussi indispensable de ne pas percer cette étanchéité qui sera protégée mécaniquement. .
L'étanchéité de ce pont est assurée par un complexe composé d’une feuille préfabriquée collée à chaud et d’une protection mécanique en asphalte.

### Équipements

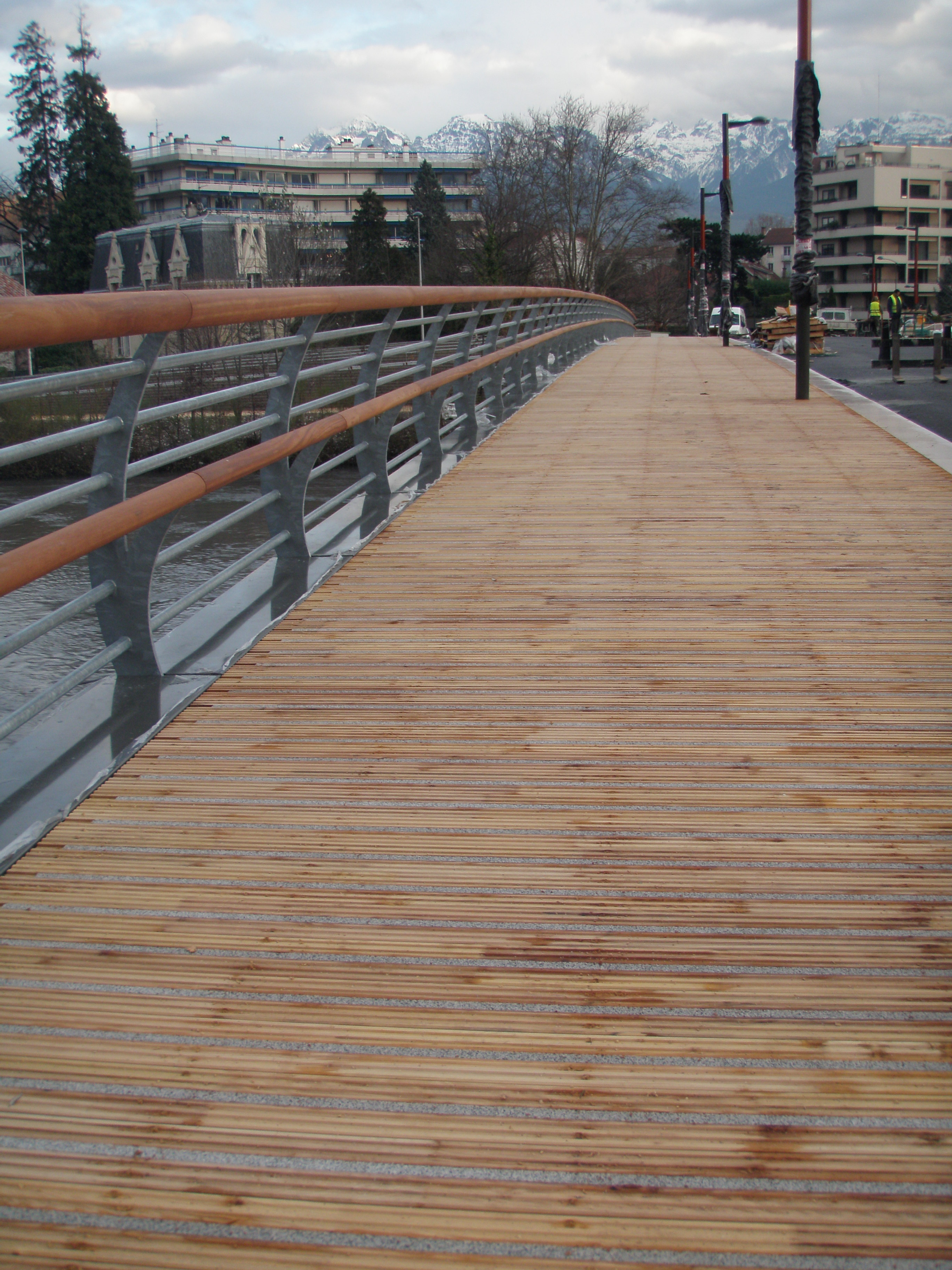
Pont de Chartreuse, passage piéton

Les trottoirs sont recouverts d’un platelage bois antidérapant et les bordures sont en calcaire dur (35 cm). La sécurité des usagers est assurée par des garde-corps de 1,20 m de haut en acier galvanisé. Les lisses hautes et basses sont en bois.